# Coelotes colosseus
Coelotes colosseus là một loài nhện trong họ Amaurobiidae.
Loài này thuộc chi Coelotes. Coelotes colosseus được Yajun Xu & S. Q. Li miêu tả năm 2007.